# Сахарный Завод (Молдова)
Са́харный Заво́д (рум. Fabrica de Zahăr) — поселок городского типа в Фалештском районе Молдовы. Входит в состав города Фалешты.

## География
Поселок расположен на высоте 140 метров над уровнем моря.

## Население
Данных о численности населения населённого пункта Сахарный Завод в переписи населения 2004 года не содержится.
До распада СССР численность населения составляла около двух тысяч человек.